# Liste der Orden und Ehrenzeichen des mandschurischen Kaiserreichs
Diese Liste gibt einen Überblick über die Orden und Ehrenzeichen des Mandschurischen Kaiserreichs.
- Orchideenorden (1934)
- Orden des Erhabenen Drachen (1934)
- Orden der Glücksverheißenden Wolke (1934)
- Orden der Stützen des Staates (1934)